# Glaciar Aviator
El glaciar Aviator  es un gran glaciar de valle de la Antártida, que mide unos 96 km de largo y 8 km de ancho, el mismo desciende en dirección sur desde la planicie de la Tierra de Victoria a lo largo del lateral oeste de la cadena Mountaineer, y penetrando en la bahía Lady Newnes entre el cabo Sibbald y Hayes Head donde forma la lengua glaciar Aviator.
El glaciar fue fotografiado desde el aire por el capitán W.M. Hawkes, de la Marina de los Estados Unidos, durante el primer vuelo desde Nueva Zelanda hasta el Estrecho de McMurdo el 17 de diciembre de 1955. Un intento por reconocerlo mediante un vuelo en helicóptero y de depositar un grupo de reconocimiento del NZGSAE debió ser abandonado cuando el USS Glacier fue dañado por un campo de hielo en diciembre de 1958. Fue nombrado por el NZGSAE, 1958–59, en homenaje al peligroso trabajo realizado por los pilotos de las operaciones exploratorias y científicas en la Antártida.

## Lengua glaciar Aviator
La Lengua glaciar Aviator en la Antártida es una extensión que penetra en el mar de Ross del Glaciar Aviator, entre la bahía Wood y la bahía Lady Newness a lo largo de la costa de la Tierra de Victoria.
La lengua de hielo flotante se extiende dentro del mar unos 25 km.
El nombre fue recomendado por el Comité Asesor de Nombres Antárticos (US-ACAN) en referencia al glaciar Aviator que alimenta la lengua.